# آرپادره (حمام‌اوزو)
آرپادره (به ترکی استانبولی: Arpadere) یک منطقهٔ مسکونی در ترکیه است که در حمام‌اوزو واقع شده‌است.